# Shine (Natália Kelly)
Shine è un brano musicale della cantante austriaca Natália Kelly.

## Il brano
La canzone è stata scritta da Andreas Grass, Nikola Paryla, Alexander Kahr e Natália Kelly.
Con questo brano, la cantante ha partecipato in rappresentanza dell'Austria all'Eurovision Song Contest 2013 tenutosi a Malmö.
Il brano è stato inoltre estratto come singolo dall'album Natália Kelly.

## Tracce
Shine (Remix) - EP
1. Shine – 2:59
2. Shine (Edit) – 3:00
3. Shine (Redio Remix) – 3:58
4. Shine (SamV Club Remix) – 5:24